# Сотовый (фильм)
«Сотовый» (англ. Cellular) — детективный триллер режиссёра Дэвида Р. Эллиса о продажных полицейских, американских аналогах «оборотней в погонах».

## Сюжет
Рано утром несколько человек врываются в дом женщины по имени Джессика Мартин, похищают её, увозят в неизвестное место, и запирают на чердаке. Вся надежда на телефон, который один из преступников разбивает кувалдой. Однако Джессике всё же удаётся, вручную замыкая провода, дозвониться случайному парню, которого зовут Райан Акерман. Он не особенно верит ей, но всё же едет в полицию.
В полицейском участке Райан передаёт телефон дежурному офицеру Бобу Муни, которые отсылает его в отдел расследования убийств на 4-й этаж. В этот момент один из похитителей, Итан Грир заходит на чердак и пытает её, по телефону Райан слышит крики испуганной женщины, и понимает, что всё происходящее реально. До четвёртого этажа он не может дойти из-за помех в связи, кроме того Итан уже поехал за сыном Джессики, у которого кончаются уроки, а тот увидев машину матери не раздумывая сядет внутрь.
Райан спешит на помощь, однако не успевает перехватить мальчика. На угнанной машине школьной охраны он пытается проследить за преступниками, но попадает в пробку и теряет похитителей. Кроме того возникает ещё одна проблема: сотовый Райана почти разрядился. Сквозь строительную площадку на машине он прорывается к магазину сотовых телефонов и, оказавшись внутри, требует, чтобы ему продали автомобильную зарядку, но не может привлечь внимания — продавцы хотят, чтобы он взял номерок и дождался своей очереди. Тогда он выбегает из магазина, а спустя несколько секунд возвращается с найденным в машине револьвером. Только так ему удаётся купить зарядное устройство.
Боб, у которого кончается смена, встречает на входе в участок своего друга, детектива Джека Таннера и спрашивает его о Райане, однако тот ничего не знает. Заинтересовавшись этим делом он узнаёт адрес Джессики по её водительским правам и отправляется туда, чтобы проверить. Однако преступники предугадали это — одна из них выдает себя за пропавшую Джессику и Муни уходит. Кроме того, лже-Джессика принимает телефонное сообщение на автоответчике от мужа Джессики Крейга Мартина, который предлагает встретиться «на нашем месте в Лефт Филд». Допросив Джессику Итан узнает, что Лефт Филд — бар в Аэропорту Лос-Анджелеса и уезжает.
Между Райаном и Джессикой происходит сбой связи — их разговор пересекается с телефонным разговором наглого и самонадеянного юриста и его матери. Райан находит юриста и, угрожая револьвером, забирает его телефон, однако в этот момент бетономешалка сбивает машину Райана и, тому приходится, извиняясь, забрать машину юриста — новенький Порше.
Джессика сообщает Райану, что преступники поехали в аэропорт за её мужем. Райан едет в аэропорт и пытается найти Крейга раньше Итана и его людей. Чтобы выиграть время, он подставляет их, подкидывая револьвер одному из них, но, когда охрана хватает Итана, тот показывает полицейский значок. Шокированный Райан по-прежнему ищет Крейга, но, обознавшись, видит как Итан перехватывает мужа Джессики. Ко всему прочему полиция находит угнанный Порше и Райану едва удается уйти. Тем временем Итан шантажирует Крейга убийством жены и сына, и выпытывает у него местонахождение нужной ему вещи. Он едет вместе с Крейгом туда, о чём Джессика немедленно сообщает Райану.
Боб Муни, сидящий в открытом им дневном Спа случайно видит выпуск новостей, в котором описываются прежние похождения Райана и звонит домой Джессике ещё раз. Он слышит записанное Джессикой звуковое сообщения и, сопоставив факты, удивлённо замечает: «У неё был другой голос!»
Райан, попав в банк вместе с группой Итана, ждёт, пока Крейг достает содержимое своей депозитной банковской ячейки — небольшую сумку. Как только Итан собирается выйти из банка, Райан нападает на одного из преступников, выхватывает сумку и ударяется в бегство. Несмотря на преследующего его Итана, Райану удается скрыться с сумкой, однако он разбивает телефон юриста, уронив его с крыши. Тем не менее он вспоминает, что оставил собственный сотовый телефон в Порше, который отбуксировали на штрафную стоянку. Уже в такси он находит в сумке видеокамеру и, просмотрев имеющуюся там видеозапись, понимает, в чём дело. Когда Крейг, риэлтор по профессии, снимал на видеокамеру объект по недвижимости, в кадр попадает расправа нескольких полицейских, в том числе Итана и Джека Таннера над наркоторговцами.
Боб, снова отправившись к дому Джессики, обнаруживает разбитое стекло. Войдя внутрь дома, он попадает под огонь лже-Джессики, но убивает её, а затем находит её полицейский жетон и вызывает скорую.
Джессике удаётся сбежать, однако на выезде её встречает Итан и, угрожая убить Крейга, заставляет сдаться. В этот момент звонит Райан, вернувший себе телефон вместе с машиной, и договаривается о встрече на причале Санта-Моники. После Итан звонит Джеку, а тот направляется на пирс вместе с Бобом, который единственный знает Райана в лицо.
На причале Райан случайно выдаёт себя и его тут же хватает Джек. Отправив ничего не подозревающего Боба вместе с полицейским-преступником подальше, Джек ведёт Райана прямо к Итану, который избивает парня и уничтожает кассету с записью, Воспользовавшись временным замешательством двух продажных копов, Райан прыгает с пирса в воду, выплывает на берег и прячется в сарае для лодок. Боб, случайно услышав переговоры Джека и его сообщников по рации, всё понимает. Ему удаётся вырубить продажного полицейского и, взяв его рацию, направиться туда же, куда идут и Итан с Джеком. В ходе схватки в сарае Райан оглушает Джека, а Итана выдает звонящий сотовый телефон, на который позвонил Райан.
Хотя кассета и уничтожена, Райан успел переписать видео на свой телефон, чего достаточно для обвинения преступников в грабеже и убийствах. Райан и Джессика наконец встречаются. Женщина очень благодарна Райану и спрашивает, что она может для него сделать. Тот в шутливой манере отвечает: «Никогда больше мне не звони».
Дальнейшие титры показываются на экране телефонов Райана и Итана.

## В ролях
| Актёр               | Роль                 |
| ------------------- | -------------------- |
| Ким Бейсингер       | Джессика Мартин      |
| Крис Эванс          | Райан Акерман        |
| Джейсон Стейтем     | детектив Итан Грир   |
| Уильям Х. Мэйси     | сержант Боб Муни     |
| Ноа Эммерих         | детектив Джек Таннер |
| Ричард Бёрги        | Крейг Мартин         |
| Валери Крус         | Дана Байбак          |
| Джессика Бил        | Хлоэ                 |
| Эрик Этебари        | Дмитрий              |
| Эрик Кристиан Олсен | Чэд                  |
| Мэтт Макколм        | Дисон                |